# 崇高と美の観念の起原
崇高と美の観念の起原（すうこうとびのかんねんのきげん、英語: A Philosophical Enquiry into the Origin of Our Ideas of the Sublime and Beautiful）は、1757年に発表されたエドマンド・バークの美学に関する論説。
「崇高」（sublime）と「美」（beautiful）を、それぞれ合理的範疇として分割した、最も早い哲学的説明であり、ディドロやカントなどの著名な思想家が注目した。

## 概要
バークによれば、「美」とは美学的に均整なものであり、「崇高」とは我々を強制し、破壊する力を持つものである。この「美」よりも「崇高」を好む傾向は、新古典派からロマン派の時代への移行を示すものであった。
バークにとって、「美」や「崇高」という観念の起源は、その因果的な構造によって理解することができる。アリストテレスの物理学と形而上学によれば、因果関係は形式的原因、物質的原因、効率的原因、最終原因（formal, material, efficient and final causes）に分けられる。
「美」の形式的原因は愛の情念であり、物質的原因は小ささ、滑らかさ、繊細さなど特定の物の側面に関係し、効率的原因は私たちの神経を鎮めることであり、最終的原因は神の摂理である。バークの「美」に対する考え方が最もユニークで独創的なのは、「美」が従来の「美」の基本である比例、適合性、完全性では理解できないことである。
また、「崇高」は、「美」とは異なる因果構造を持っている。その形式的原因は恐怖の情念（特に死の恐怖）である。物質的原因は広大さ、無限性、壮大さなど特定の対象の等しい側面である。効率的原因は神経の緊張である。最終的原因はジョン・ミルトンの大作「失楽園」で表現されているように、神がサタンを創造し、戦ったことである。

## カントの評言
イマニュエル・カントは、美や崇高の体験に生じる精神的作用の原因を理解していないとして、バークを批判している。カントによれば、バークは、将来の思想家が説明できるようにデータを集めたに過ぎない。
To make psychological observations, as Burke did in his treatise on the beautiful and the sublime, thus to assemble material for the systematic connection of empirical rules in the future without aiming to understand them, is probably the sole true duty of empirical psychology, which can hardly even aspire to rank as a philosophical science.—Immanuel Kant, First Introduction to the Critique of Judgment, X.